# 八丈支庁

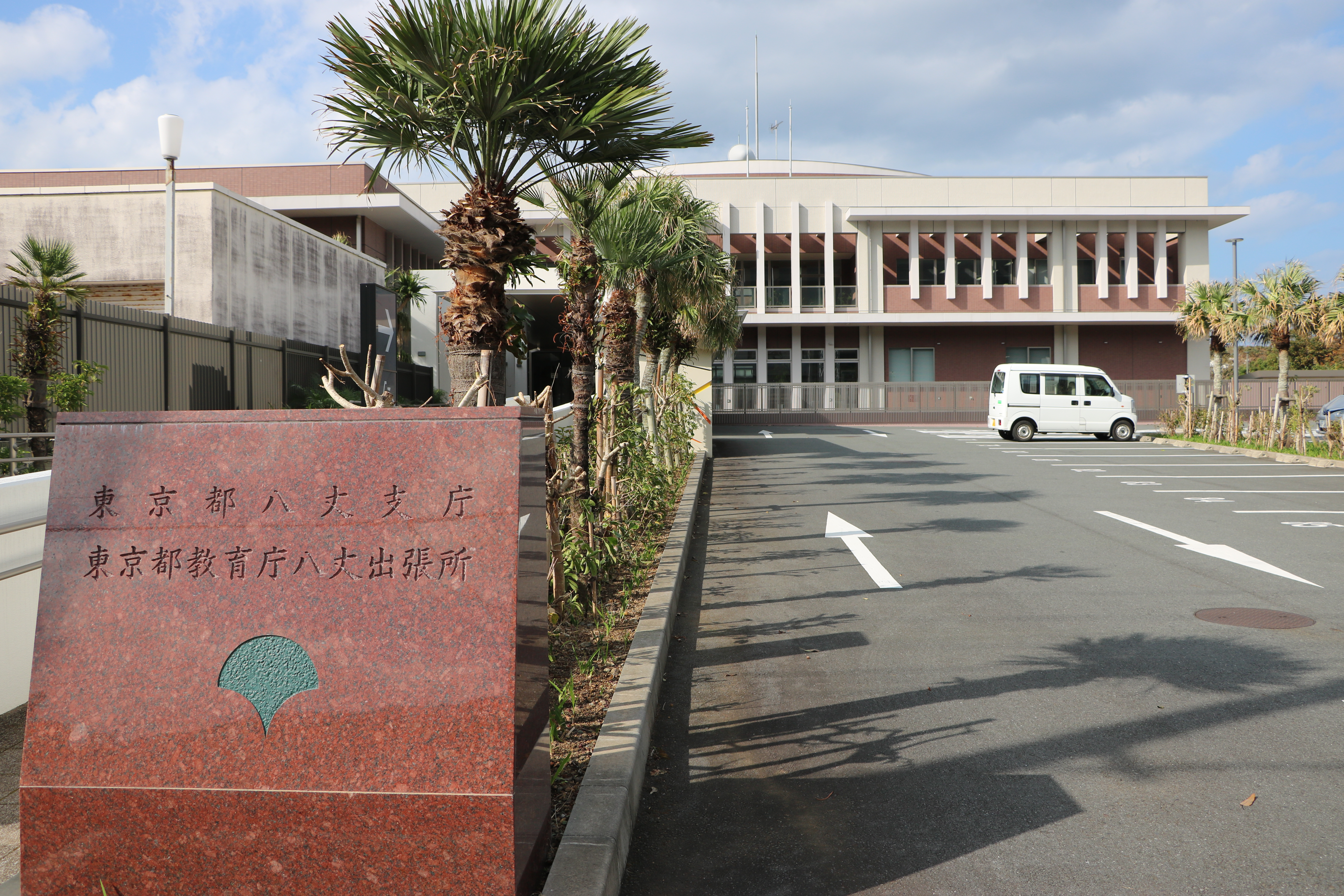
八丈支庁舎（2017年11月9日撮影）

八丈支庁（はちじょうしちょう）は、東京都の支庁のひとつ。事務機構上は東京都総務局に属する。
所管区域は八丈町及び青ヶ島村の区域並びに鳥島、須美寿島、ベヨネース列岩及び孀婦岩。 このうち人が住んでいる島は八丈島と青ヶ島で、他は無人島である。
地方自治法での東京都の支庁のなので、郡のような行政上の所属や住所表記とは関係が無い。例えば八丈町は「東京都八丈町」であり、「東京都八丈支庁八丈町」という表記は誤りである。
所在地は〒100-1492 東京都八丈町大賀郷2466-2。

## 沿革
- 1926年（大正15年）7月1日 - 八丈島庁を廃止し、八丈支庁を新設[1]。
- 1939年（昭和14年） - 木造平屋建の新庁舎を建設[1]。
- 1971年（昭和46年）4月26日 - 庁舎が現在地（八丈町大賀郷2466番地2）に移転し、鉄筋コンクリート造地下1階地上3階建となる[1]。